# Dactylopsila tatei
Dactylopsila tatei là một loài động vật có vú trong họ Petauridae, bộ Hai răng cửa. Loài này được Laurie mô tả năm 1952.